# Joannes Baptista Malou

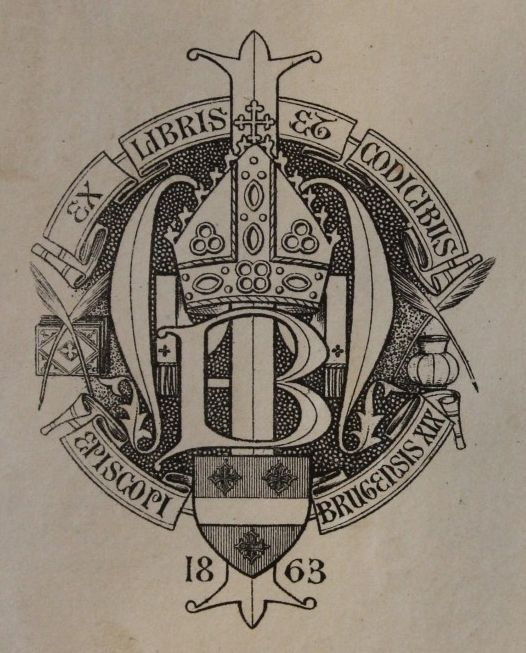
Ex Libirs in D[ome]nica prima adue[n]tus d[omi]ni sermo primus, Grootseminarie Brugge, IN-325

Jan Baptist Malou (Ieper, 30 juni 1809 - Brugge, 23 maart 1864), ook Joannes Baptista Malou of Jean-Baptist Malou genoemd, was de negentiende bisschop van Brugge.

## Afkomst
Zijn voorvader Pierre Antoine Malou, de eerste van zijn naam in Ieper, was afkomstig uit Villers-Pol bij Valenciennes. Die trouwde in 1738 met Livina Hovyn, dochter van Philippe Jacques Hovyn, die in die tijd de belangrijkste textielfabrikant van Ieper was. Hij werd opgevolgd door zijn zoon, Pierre-Antoine Malou-Riga (1753-1827) die een grote invloed had in de oppositie tegen keizer Jozef II en een rol speelde tijdens de Franse overheersing. Als weduwnaar zou hij priester worden en vervolgens pastoor in New York. 
Pierre Antoines ene zoon Edouard Malou-Vergauwen werd Belgisch senator en was een van de stichters van de Liberale partij in 1846. De tweede, Jean-Baptiste Malou - Vandenpeereboom, werd verkozen voor het Nationaal Congres in 1830, maar weigerde zitting te nemen. Hij aanvaardde later wel zijn broer op te volgens als senator. 
Jean-Baptist Malou, vader van de latere Brugse bisschop Jan Baptist, zette de textielfabricatie verder in Ieper. Hij was getrouwd met Marie-Thérèse Vandenpeereboom en had drie zoons en drie dochters. De tweede zoon, Jules Malou (1810-1886), werd eerste minister.

## Levensloop
Jan-Baptiste Malou voltooide zijn humaniora aan het jezuïetencollege van het Noord-Franse Saint-Acheul en voltooide zijn priesteropleiding met een doctoraat theologie aan de Pauselijke Universiteit Gregoriana in Rome waar hij in 1834 tot priester werd gewijd en in 1835 doctoreerde.
In 1837 werd Malou hoogleraar dogmatiek en sacramentenleer aan de Katholieke Universiteit Leuven waar hij het daaropvolgend jaar eveneens bibliothecaris van de universiteitsbibliotheek werd. Hij bleef er twaalf jaar.

## Bisschop van Brugge
Malou werd op 11 december 1848 tot bisschop van Brugge benoemd en werd op 1 mei 1849 tot bisschop gewijd. Hij bleef dit tot aan zijn dood in 1864. Zijn bisschopsleuze luidde In cruce salus (In het Kruis ligt heil).
In 1854 lag Malou mee aan de basis van de dogmaverklaring van de Onbevlekte Ontvangenis van Maria.
Op gebied van kerkenbouw was hij een voorstander van de neogotiek die door Jean Bethune in de praktijk werd gezet. Hij belastte de Engelse architect Edward Welby Pugin (1834–1875), zoon van de grote Augustus Welby Pugin (1812-1852), met de bouw van de Basiliek van Onze-Lieve-Vrouw van Dadizele, gebouwd als aandenken aan het Mariale dogma.

## Op het politieke pad
Met Malou, meer dan met zijn voorganger, begaf het bisdom zich op het politieke pad. De jaren vijftig kenden, na de stichting van de Liberale Partij in 1846, een stijgend antagonisme tussen katholieken en antiklerikale liberalen. De katholieken, die zich ook stilaan als partij organiseerden, bevonden zich meestal in de minderheid, zowel nationaal als wat betreft de plaatselijke overheden in West-Vlaanderen en de stad Brugge. 
De bisschop achtte het noodzakelijk zijn steun te verlenen. Dit deed hij in de eerste plaats door het financieel ondersteunen van katholieke bladen, zoals La Patrie en de Standaerd van Vlaanderen,  De Stad Brugge en de Gazette van Brugge in Brugge of door het mede-oprichten van nieuwe organen, zoals 't Jaer 30, waarin de strijd met de liberalen in volle hevigheid werd aangegaan.
Binnen het Belgische episcopaat werd Malou de meest strijdlustige en compromisloze voorvechter van de kerkelijke belangen, onder meer in de strijd voor het katholiek onderwijs en voor de katholieke liefdadigheidsinstellingen.

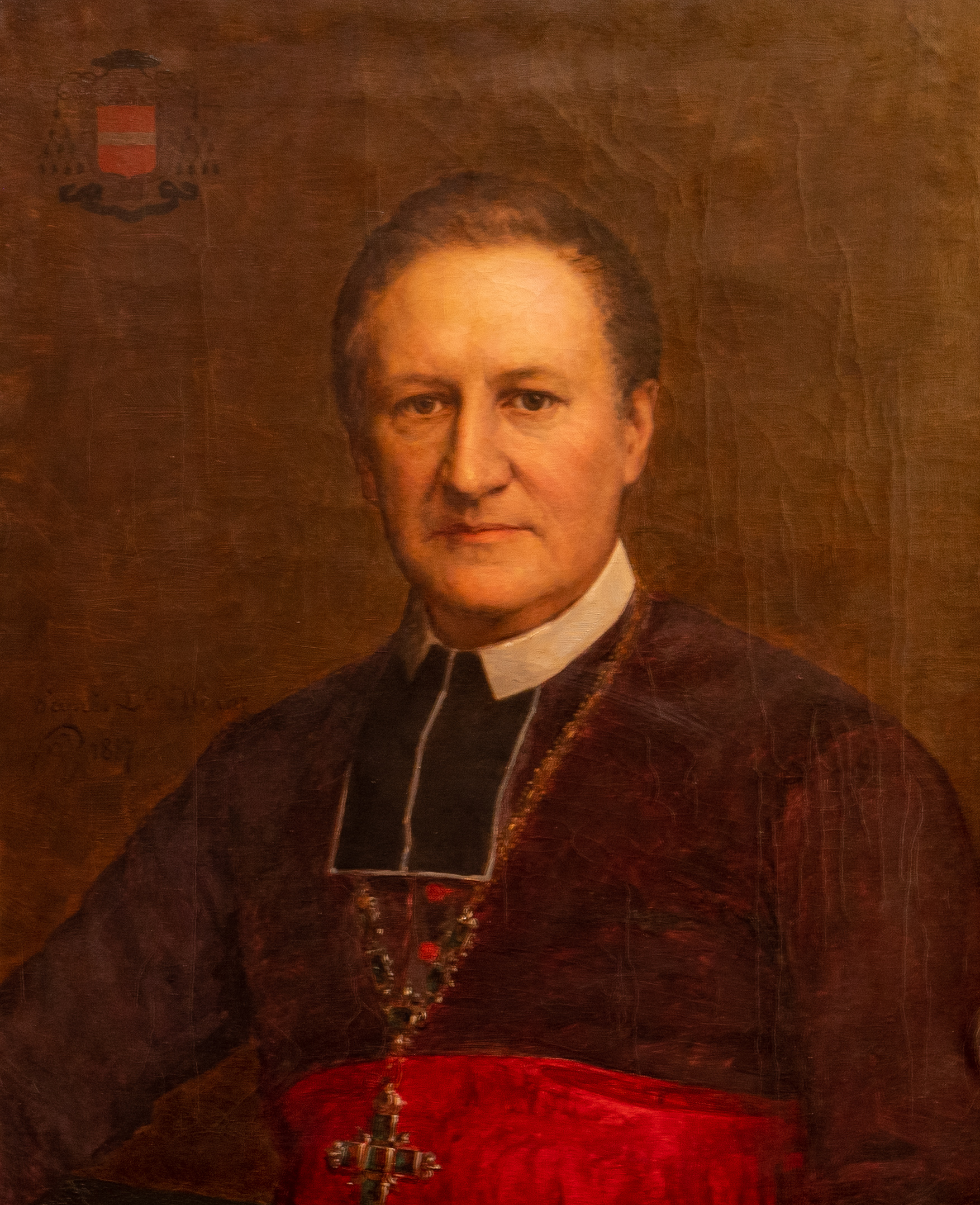
Joannes-Baptista Malou, bisschop van Brugge (1849-1864)

Hij ging echter nog verder, door persoonlijk in bepaalde lokale gevallen tussen te komen. Zo ontstond in 1859 een hevige controverse tussen La Patrie en de Journal de Bruges over het feit dat Joannes Brans, de directeur van de rijksmiddelbare school, op straat was aangevallen door een paar leerlingen van het Sint-Lodewijkscollege. Toen hierover een publieke rel ontstond, schreef de bisschop een brief aan de liberale burgemeester Jules Boyaval, waarin hij de verdediging van de leerlingen op zich nam. In die brief, die naar de pers werd gelekt, ging hij wel erg ver door te melden dat Brans, toen het incident zou hebben plaatsgevonden, uit een kroeg in de Philipstockstraat kwam en een heel verwarde indruk maakte. Hij moest achteraf terugkrabbelen en laten weten dat het niet zijn bedoeling was geweest te suggereren dat Brans dronken was. De burgemeester diende de bisschop onrechtstreeks van antwoord tijdens een gemeenteraadszitting, waar hij de verdediging van Brans op zich nam.

## Guido Gezelle en bisschop Malou
In 1854 wijdde bisschop Malou de seminarist Guido Gezelle tot priester. Hij benoemde hem tot leraar in Roeselare, waar hij van 1857 tot 1859 leraar was van de poësis, en riep hem vervolgens naar Brugge om het Engels college te leiden en daarna te doceren aan het Engels Seminarie.
Malou waardeerde de dichtkunst van Gezelle, schreef in voor een tiental exemplaren van zijn Dichtoefeningen en gaf hem suggesties voor te behandelen thema's. Hij was het ook die, samen met zijn vicaris en opvolger Johan Joseph Faict, op Gezelle beroep deed om een volkse politieke krant uit te geven: het werd 't Jaer 30.

## Publicaties
- Chronique du monastère d'Oudenbourg avec des notes et des éclaircissements, Bruges, 1840.
- Pieuse explication des prières du chrétien proposée à la jeunesse chrétienne, Leuven, 1841 (ook in het Nederlands en het Duits).
- La lecture de la sainte Bible en langue vulgaire, jugée d'après l'Ecriture, la tradition et la saine raison, Leuven, 1846.
- Bibliotheca ascetica, in qua prestantissimorum patrum optiscula exhibentur (...) Leuven, 1846-1850, 19 vol.
- Le Martyre de sainte Stralonice et de saint Selmcus. Traduit en français d'après la version latine, Leuven, 1847.
- Recherches historiques et critiques sur le véritable auteur du livre de l'Imitation de Jésus-Christ, Brussel, 1846.
- Du Culte du saint Sang de Jésus-Christ et de la relique de ce sang qui est conservée à Bruges, Brugge, 1851.
- De la Liberté de la charité en Belgique, Brussel, 1854.
- La Fausseté du protestantisme démontrée, Brussel, 1857.
- Iconographie de l'Immaculée Conception de la très sainte Vierge Marie, ou de la meilleure manière de représenter ce mystère, Brussel, 1856.
- L'Immaculée Conception de la bienheureuse Vierge Marie considérée comme dogme de foi, Brussel, 1857.
- Règles pour le choix d'un état de vie proposées à la jeunesse chrétienne, Brussel, 1860.
- De traditionalismi in Belgio propugnati falsitate intrinseca, Brussel, 1860.
- De l' Administration des cimetières catholiques en Belgique, Brussel, 1860.
- Collectio epistolarum pastoralium, instructionum, statutorum etceterorum (...), Brugge, 1849-1864, 5 vol.

## Voetnoot
1. ↑   Raymond CAUWE, Jan-Baptist Malou, in: Michel CLOET, Het bisdom Brugge, Brugge, 1984.
2. ↑   Journal de Bruges en Gazette van Brugge, februari en maart 1859.

- Bibliothèque nationale de France: cb124620612 (data)
- Gemeinsame Normdatei: 101399642
- International Standard Name Identifier: 0000 0000 8158 9670
- Library of Congress Control Number: no2010139461
- Nationale Bibliotheek van Israël: 987007585524005171
- Nederlandse Thesaurus van Auteursnamen: 06992984X
- Istituto Centrale per il Catalogo Unico: CUBV097005
- Système universitaire de documentation: 033794324
- Virtual International Authority File: 79109779
- WorldCat: E39PBJyCFgwbdMPKVypgYWwpyd